# Centre Cultural de l'Arboçar
El Centre Cultural de l'Arboçar és un edifici del municipi d'Avinyonet del Penedès (Alt Penedès) protegit com a bé cultural d'interès local.

## Descripció
Edificis de planta rectangular, coberta amb encavallada de fusta i teulada a dues vessants. A l'interior es conserva la sala de ball amb boca d'escenari, i el cafè. Les façanes principals tenen composició simètrica, amb un portal central i finestres amb llinda a banda i banda i d'arc de mig punt a la part superior. Significat social.